# Културни центар „Брана Црнчевић” Рума
| Културни центар „Брана Црнчевић” Рума |                                     |
|                                       |                                     |
| Оснивач:                              | Општина Рума                        |
| Основан:                              | 1985.                               |
| Седиште:                              | Вељка Дугошевића 102, · Рума Србија |
| Веб презентација                      | http://kcruma.co.rs/                |
| Контакт:                              | 022/471-212                         |

Културни центар „Брана Црнчевић” Рума основана је 1985. године одлуком СО Рума у циљу задовољавања културних потреба житеља града и општине Рума, кроз позориште, филмски, музички и ликовни програм. Културни центар реализује и поједине програме међународне културне сарадње кроз организацију и реализацију музичких фестивала: Фестивал музичких друштава Војводине и Фестивал тамбурашких оркестара Србије и техничку реализацију позоришног фестивала „Арт Трема Фест” у сарадњи са Градским позориштем.
Поред наведених програма Културни центар реализује и читав низ активности у сарадњи, суорганизацији и техничкој реализацији са другим установама културе, појединцима и осталим објектима јавног и културног живота са територије града, општине, покрајине, републике. Културни центар своје просторије уступа бесплатно аматерским друштвима као што су: Градски тамбурашки оркестар „Бранко Радичевић”, Српско певачко друштво у Руми, Ансамбл народних игара и песама „Бранко Радичевић”, Румски тамбурашки оркестар „Плави чуперак” и Градско позориште.

## Зграда Културног центра
Зграда Културног центра, површине 3600 квадратних метара, изграђена је средствима самодоприноса грађана и свечано је отворена поводом прославе тадашњег дана града 27. октобра 1985. године.